# Hanvoile
Hanvoile – miejscowość i gmina we Francji, w regionie Hauts-de-France, w departamencie Oise.
Według danych na rok 1990 gminę zamieszkiwały 432 osoby, a gęstość zaludnienia wynosiła 73 osoby/km² (wśród 2293 gmin Pikardii Hanvoile plasuje się na 586. miejscu pod względem liczby ludności, natomiast pod względem powierzchni na miejscu 791.).